# The Doors Soundtrack
The Doors Soundtrack è una raccolta dei Doors pubblicata nel 1991

## Descrizione
Venne pubblicata a seguito dell'uscita del film di Oliver Stone The Doors, è composta da 14 tracce tra cui una dei Velvet Underground e l'altra suonata dall'Atlanta Symphony Orchestra. L'album ottenne un buon riscontro di vendite, piazzandosi al numero 8 nelle classifiche del tempo e aggiudicandosi il disco d'oro e successivamente quello di platino.

## Tracce
Le canzoni sono suonate dai Doors e scritte da Jim Morrison, Robby Krieger, Ray Manzarek e John Densmore, salvo dove è indicato.
1. The Movie - 01:06
2. Riders on the Storm - 07:01
3. Love Street - 02:50
4. Break on Through (To the Other Side) - 02:28
5. The End - 11:42
6. Light My Fire - 07:08
7. Ghost Song - 02:55
8. Roadhouse Blues (Live) - 05:21
9. Heroin (Lou Reed) performed by The Velvet Underground & Nico - 07:09
10. Carmina Burana: Introduction (Carl Orff) performed by The Atlanta Symphony Orchestra And Chorus - 02:32
11. Stoned Immaculate - 01:35
12. When the Music's Over - 10:58
13. The Severed Garden (Adagio) - 02:13
14. L.A. Woman - 07:49

## Formazione
The Doors
- Jim Morrison - voce
- Robby Krieger - chitarra
- Ray Manzarek - piano & Organo
- John Densmore - batteria

## Classifica
- Billboard Music Charts (Nord America)

### Album
| Anno | Chart      | Posizione |
| ---- | ---------- | --------- |
| 1991 | Pop Albums | 8         |